# Операция „Транзит“
Операция „Транзит“ (на руски: Операция „Транзит“) е историческо-приключенска повест от руския писател Борис Акунин, написана през 2011 г. Това е първата част от петата книга за приключенията на руския и немски шпиони по време на Първата световна война. Историята описва извършването на услугата на германското разузнаване в Швейцария през пролетта на 1917 г. с участието на немския супершпионин Зеп фон Теофелс.

## Сюжет
Внимание:  Текстът по-долу разкрива сюжета на произведението (или части от него)!
... 1 април 1917 г. След опасната операция на германското разузнаване в Русия (Нищо не е свещено) майор Зеп фон Tеофелс е във военна болница. Докато Зеп се лекува, се случва невероятното: в резултат на буржоазната революция руската монархия се срива, цар Николай II абдикира, и на власт идва Временното правителство. Въпреки това, по отношение на военните действия, нищо не се е променило. Временното правителство твърдо заявява готовността си да продължи войната до победата, така че позицията на Германия остава безнадеждна.
За да спаси страната от предстоящото поражение, немското разузнаване решава да прибегне до последната възможност – да възпламени пожара на руската революция. Само една руска партия, партията на болшевишката, е категорично на страната на сепаративен мир с Германия. Партията има голямо влияние сред войниците, работниците, селяните и бедните, а лидерът на партията, която може да започне революция, е в Швейцария, в Цюрих. Германското командване решава тайно да превози лидера на болшевиките (в докладите на агентите наричан „Плешивия“), съпругата му и близките му сътрудници през Германия със „запечатан“ влак.
Ръководителят на германското разузнаване лично посещава фон Теофелс в болницата и нарежда да пазят „Плешивия“ в Цюрих. Лидерът на болшевишката партия в Швейцария е издирван, за да бъде ликвидиран, и от руската разузнавателна служба, която е ръководена от опитния водач, по прякор „Лупус“ („Вълк“ на латински). Зеп полага всички усилия, за да защити лидера на партия от убийство. В този задача на немския майор помага някой с прякор „Топ“ – най-опасния боец на болшевишката партия, безмилостен и пресметлив убиец, който превъзхожда повечето от професионалистите на Теофелс. Основната задача на „Топ“ и Зеп е да доставят жив и здрав „Плешивия“ до гарата и да го изпратят тайно с влак до далечна Русия, за да организира една кървава революция ...

## Исторически препратки
- В повестта има прототипи на реални исторически личности. Лидерът на партията с име „Плешивия“ е Владимир Ленин, главният съветски държавник, лидер и организатор на Октомврийската революция, първият ръководител на СССР.
Швейцарският социалдемократ „Лудвиг Зон“ е Фридрих Платен, швейцарец, един от основните организатори на пътуването на лидера на партията.
„Ларион Малышев“ – е Григорий Соколников, един от сподвижниците на Ленин, бъдещ народен комисар (т.е. министър) на финансите на Руската Федерация и на Съветския съюз.
„Семен Блюм“ е Карл Радек, един от най-близките сътрудници на Владимир Ленин, съветски държавник, добре известен журналист.
Трагичната съдба (в лицето на Йосиф Сталин) по-късно обединява всички тези исторически личности, които са помагали на Ленин в Цюрих. Платен ще бъде арестуван през 1939 г. и умира в затвора през 1942 г.; Радек е арестуван през 1936 г., е бил убит в затвора през 1939 г.; Соколников също е арестуван през 1936 г., и е бил убит в затвора през 1939 г. Освен това, и Радек, и Соколников, са били убити в един и същ затвор, в град Верхнеуралск, на 19 и 21 май, съответно.
- Всъщност, през април 1917 г., немският Генералния щаб на организирания трансфер на Владимир Ленин и неговите другари през Германия до пристанището на Засниц. Освен това, болшевиките се качили на ферибота в Швеция, а след това с влака стигат до финландската граница.
- Първото истинско покушение над Ленин се провежда не в Швейцария, а в Русия през януари 1918 г. По невероятна случайност колата на Ленин по това време е управлявал същия Фридрих Платен. Той закрива тялото на Ленин от куршумите и е ранен. По-късно на смелия швейцарец е подарен пистолет с надпис „Спасител на нашия Илич“.

- Фридрих Платен през 1930 г.
- Григорий Соколников
- Карл Радек